# Vågmästarstat

En karta över vågmästarstater (swing states) och "säkra stater" ("safe states") i presidentvalet 2024, baserat på deras resultat 2020. Blått representerar stater med demokratisk majoritet (Joe Biden), och rött stater med republikansk majoritet (Donald Trump). Vågmästarstater (swing states) är färglagda med ljusare nyanser, medan "säkra stater" ("safe states") är färglagda med mörkare nyanser.

Vågmästarstat (engelska: swing state) kallas de delstater i USA som i presidentval i USA ofta byter preferenser mellan Republikanska partiet och Demokratiska partiet.